# 무역영어
무역영어(영어: Trade English)는 영어 공인 시험의 하나이다. 산업통상자원부가 주관, 대한상공회의소가 시행하는 국가 공인 자격이다.

## 구성
1~3급으로 구분되어 있으며, 과목은 영문해석, 영작문, 무역실무으로 구성되어 있다. 시험 문제는 75문항, 시험 시간은 90분으로 이루어져 있다.

## 같이 보기
- G-TELP
- TOEIC